# 1284 Летонија
1284 Летонија (енгл. 1284 Latvia) је астероид главног астероидног појаса. Приближан пречник астероида је 36,81 ,
а средња удаљеност астероида од Сунца износи 2,643 астрономских јединица (АЈ).
Инклинација (нагиб) орбите у односу на раван еклиптике је 10,880 степени, а орбитални период износи 1570,315 дана (4,299 године). Ексцентрицитет орбите астероида износи 0,171.
Апсолутна магнитуда астероида износи 10,24 а геометријски албедо 0,104.
Астероид је откривен 27. јула 1933. године.